# Eleccions municipals de València de desembre de 1909
Les eleccions municipals de València de desembre de 1909 van ser unes eleccions municipals de València dins del marc de les eleccions municipals espanyoles de desembre de 1909, organitzades pel govern del liberal Segismundo Moret y Prendergast i celebrades el 12 de desembre de 1909.
A València, les eleccions es van dur a terme durant l'alcaldia del liberal Miguel Paredes García. Les eleccions es van saldar amb l'habitual triomf dels republicans blaquistes, tot i que aquesta vegada, més modest pel debilitament del moviment. Tot i que els republicans del PURA havien perdut la majoria a les eleccions de maig del mateix any, es va arribar a un acord de govern entre tots els corrents del republicanisme per tal d'evitar una coalició de govern entre les forces monàrquiques.

## Resultats
| Districte                 | Candidats                   | Electe | Partit | Vots  |
| ------------------------- | --------------------------- | ------ | ------ | ----- |
| CENTRE (2 regidors)       | José María Codoñer Blasco   | Sí     | PURA   | 1.602 |
| CENTRE (2 regidors)       | Eduardo López Guillem       | Sí     | PRR    | 992   |
| CENTRE (2 regidors)       | Emilio Campos Crespo        | No     | LC     | 632   |
| CENTRE (2 regidors)       |                             |        | 3.226  |       |
| AUDIÈNCIA (2 regidors)    | Francisco Amat Villalba     | Sí     | PC     | 978   |
| AUDIÈNCIA (2 regidors)    | Santos Alcón Zaera          | Sí     | CT     | 825   |
| AUDIÈNCIA (2 regidors)    | José Navarro Tronch         | No     | PURA   | 749   |
| AUDIÈNCIA (2 regidors)    | Eduardo Roselló Brú         | No     | PRR    | 355   |
| AUDIÈNCIA (2 regidors)    |                             |        | 2.907  |       |
| UNIVERSITAT (2 regidors)  | Pablo Meléndez Gonzalo      | Sí     | LC     | 960   |
| UNIVERSITAT (2 regidors)  | Ricardo Ibáñez Sánchez      | Sí     | PC     | 866   |
| UNIVERSITAT (2 regidors)  | José García Donato          | No     | PURA   | 846   |
| UNIVERSITAT (2 regidors)  |                             |        | 2.672  |       |
| TEATRE (2 regidors)       | Luis Tatay Planells         | Sí     | PURA   | 1.078 |
| TEATRE (2 regidors)       | Rodrigo Soriano Barroeta    | Sí     | PRR    | 998   |
| TEATRE (2 regidors)       | Eduardo Solano Vela         | No     | PL     | 697   |
| TEATRE (2 regidors)       | Manuel Aparici Miñana       | No     | PI     | 418   |
| TEATRE (2 regidors)       |                             |        | 3.191  |       |
| HOSPITAL (3 regidors)     | Arturo Suay Bonora          | Sí     | PURA   | 1.562 |
| HOSPITAL (3 regidors)     | Adolfo Batllés Gómez        | Sí     | PURA   | 1.518 |
| HOSPITAL (3 regidors)     | José Viciano Carbonell      | Sí     | PL     | 1.089 |
| HOSPITAL (3 regidors)     | Vicente Benique Aliaga      | No     | PRR    | 1.017 |
| HOSPITAL (3 regidors)     | Félix Blanch Perpiñá        | No     | LC     | 372   |
| HOSPITAL (3 regidors)     |                             |        | 5.558  |       |
| MISERICÒRDIA (2 regidors) | José María Albors Brocal    | Sí     | PC     | 1.590 |
| MISERICÒRDIA (2 regidors) | Vicente Borrás Albiñana     | Sí     | PURA   | 1.297 |
| MISERICÒRDIA (2 regidors) | Ángel Gayubar Loscos        | No     | PRR    | 894   |
| MISERICÒRDIA (2 regidors) |                             |        | 3.781  |       |
| MUSEU (3 regidors)        | Manuel Paredes García       | Sí     | PL     | 1.416 |
| MUSEU (3 regidors)        | Julio Cervera Baviera       | Sí     | PRR    | 1.341 |
| MUSEU (3 regidors)        | Joaquín Marín Hernández     | Sí     | PURA   | 1.241 |
| MUSEU (3 regidors)        | Salvador Bonora López       | No     | PURA   | 1.240 |
| MUSEU (3 regidors)        | Manuel Almenar Rosario      | No     | PC     | 1.168 |
| MUSEU (3 regidors)        |                             |        | 6.406  |       |
| RUSSAFA (2 regidors)      | Antonio Monleón Fuster      | Sí     | PURA   | 1.667 |
| RUSSAFA (2 regidors)      | Luis Bermejo Vida           | Sí     | PL     | 1.525 |
| RUSSAFA (2 regidors)      | Vicente Chirivella          | No     | Ind    | 1.521 |
| RUSSAFA (2 regidors)      |                             |        | 4.713  |       |
| VEGA (3 regidors)         | Simón Casanova Cebriá       | Sí     | Ind    | 2.384 |
| VEGA (3 regidors)         | José Cubells Genovés        | Sí     | Ind    | 2.355 |
| VEGA (3 regidors)         | José Olmos Burgos           | Sí     | PURA   | 2.016 |
| VEGA (3 regidors)         | Rosendo Pérez Doval         | No     | PURA   | 1.993 |
| VEGA (3 regidors)         | Salvador Pérez Burgos       | No     | PRR    | 1.674 |
| VEGA (3 regidors)         |                             |        | 10.422 |       |
| PORT (3 regidors)         | Juan Bautista García Dutrús | Sí     | PC     | 1.574 |
| PORT (3 regidors)         | Antonio Ferrer Peset        | Sí     | PURA   | 1.562 |
| PORT (3 regidors)         | Lamberto Cano               | Sí     | PL     | 1.539 |
| PORT (3 regidors)         | Juan Martínez Sala          | No     | PURA   | 1.471 |
| PORT (3 regidors)         | Ricardo Morales Abril       | No     | PRR    | 965   |
| PORT (3 regidors)         |                             |        | 7.111  |       |